# گوریانسکو
گوریانسکو (ایتالیایی: Goriano) یک روستا در قسمت جنوب غربی شهرداری کمن در منطقه ساحلی اسلوونی در مرز با ایتالیا است.
کلیسای جامع در این سکونتگاه به سنت اندرو اختصاص دارد و متعلق به اسقف‌نشین کوپر است. این کلیسا در سال ۱۸۹۶ بر روی ویرانه‌های یک کلیسای کوچک‌تر گوتیک ساخته شد و در اواخر دهه ۱۹۵۰ بازسازی شد، زمانی که داخل آن توسط تونه کرال نقاشی شد. نزدیک به این سکونتگاه همچنین یک گورستان بزرگ با بیش از ۱۰٬۰۰۰ سرباز اتریش-مجارستانی از ملیت‌های مختلف که در نبردهای ایزونزو در جنگ جهانی اول کشته شدند، وجود دارد. این بزرگ‌ترین گورستان از این نوع در اسلوونی است.